# Wdowa w bieli
Wdowa w bieli (hiszp. La Viuda De Blanco) — amerykańska telenowela wyprodukowana w 2006 roku przez telewizję Telemundo, licząca 158 odcinków.  Jest to remake kolumbijskiego serialu z 1996 roku

## Wersja polska
W Polsce telenowela była emitowana na antenie TV Puls w latach 2007-2008. Opracowaniem wersji polskiej na zlecenie Telewizji Puls zajęło się Studio Akme. Autorką tekstu była Barbara Włodarek. Lektorem serialu był Zdzisław Szczotkowski.

## Opis fabuły
Po pięciu latach spędzonych w więzieniu, oskarżona o zbrodnie, której nie popełniła, Alicia Guardiola (Itati Cantoral) wraca do Trinidad, by spotkać się ze swoimi synami, Felipe i Duvànem Blanco (Alejandro Flores). Będzie to jednak trudniejsze niż myślała. Teściowa, Perfecta Albarracín (Zully Montero) przekonana, że Alicia zabiła jej syna, Amadora (Martín Karpan) nie chce nawet o niej słyszeć. Na domiar złego, osobą która ratuje jej życie podczas wypadku samochodowego okazuje się Sebastian Blanco (Francisco Gattorno), brat Amadora. Mężczyzna zakochuje się w niej od pierwszego wejrzenia, oczywiście nie wiedząc kim tak naprawdę jest. 
Kiedy Alicia przyjeżdża do miasta za sprawą Doni Perfecty nikt nie chce zapewnić jej noclegu. Jedyną osobą skłonną do pomocy jest Justino Brinón (Flavio Caballero), największy wróg Doni Perfecty. Kiedy jeszcze była młoda zostawiła go dla José Estebana Blanco, ponieważ Justino poważnie zachorował. Alicia w zamian za pomaganie mu w interesach może u niego mieszkać. Don Justino pomoże jej również odzyskać dzieci, ponieważ przywiąże się do niej jak do córki. Przez długi czas Alicia nie będzie widziała się z dziećmi, ale kiedy wyruszy w środku nocy do domu rodziny Blanco niespodziewanie spotka się z nimi w lesie. Niestety wyniknie z tego wiele problemów...
Zakończenie:
Alicia wszczyna proces w sądzie rodzinnym o opiekę nad dziećmi. Nawet Sebastian ucieka ze szpitala by jej pomóc. W końcu wdowa otrzymuje prawo do opieki nad Felipe i Duvanem. Podczas ślubu Alici i Sebastiana do kościoła wchodzi Amador. Mówi wszystkim kim jest i ceremonia zostaje przerwana. Donia Perfecta godzi się z Alicią. Parę dni później Amador próbuje zgwałcić żonę, ale jego matka zaalarmowana krzykami ratuje synową. Kiedy Alicia dowiaduje się, że mąż zdradza ją z Iluminadą Urbiną (Zharick León), narzeczoną Sebastiana, spędza noc w stodole z Sebastianem. Mężczyzna odkrywa też, że ślub jego brata i Alici był sfingowany. Następne informacje są jeszcze gorsze, przez pięć lat kiedy wszyscy myśleli, że nie żyje, on siedział w więzieniu za przekręty. Oprócz tego okazuje się, że Alicia jest w ciąży z Sebastianem. 
Kidy Haydee (Lilibeth Morillo), siostra Sebastiana jedzie na trasę koncertową, wyprzedzająca ją ciężarówka wjeżdża prosto w jej samochód i kobieta umiera. Justino nie żyje dłużej, przez Fabia Hustera Briniona (Renato Rossini) też umiera. Chłopak zostawia go na słońcu przez długi czas. Amador znowu idzie do więzienia, a Alicia i Sebastian biorą ślub. Alicia i Sebastiam będą żyli długo i szczęśliwie.

## Obsada
- Itati Cantoral – Alicia Guardiola
- Francisco Gattorno – Sebastián Blanco
- Alejandro Flores – Felipe / Duván Blanco
- Zharick León – Iluminada Urbina
- Martín Karpan – Amador Blanco
- Lilibeth Morillo – Haydee Blanco
- Zully Montero – Dona Perfecta Albarracín
- Flavio Caballero – Justino Brinón
- Jeannette Lehr – Profesor Judith Cuestas
- Eduardo Ibarrola – Laurentino Urbina
- Michelle Vargas – Valeria Sandoval De Rebollo
- Martha Pavon – Ofelia
- Pedro – Querubín
- Alfonso Di Luca – Hipólito Rebollo
- Manuel Balbi – Megateo
- Rodolfo Jiménez – Komendant Teniente Pablo Ríos
- Renato Rossini – Fabio Huster Brinón
- Marcela Serna – Clarita
- Sabrina Olmedo – Cornelia
- Francheska Mattei